# Lamtopyxis
Lamtopyxidae
Famille
Genre
Lamtopyxis est l’unique genre de la famille des Lamtopyxidae (de la classe des Tubulinés et l'ordre des Arcellinidés). 

## Étymologie
Le nom Lamtopyxis est composé des mots grecs λαμπτ / lampt « lanterne, flambeau », et πυξις / pyxis « boite », littéralement « boite‑lanterne », probablement en référence à la forme de la thèque de cet organisme.

## Description
Louis Bonnet (1974) donne les descriptions suivantes : 

« Les Lamtopyxidae  ont une thèque dont la sole est ventrale et de symétrie bilatérale masquée par une symétrie axiale apparente. Ils ont une structure « propylostome », c'est-à-dire que leur région orale est formée par une invagination vestibulaire de la sole ventrale ; ils portent à leur extrémité interne un pseudostome elliptique. Ce vestibule s'ouvre au niveau de la sole ventrale par un orifice bordé de dents. La thèque est formée de deux chambres distinctes : panse et vestibule.
L'espèce Lamtopyxis callistoma a, en vues dorsale et latérale, l'aspect de Cyclopyxis puteus (famille des Trigonopyxidae). En vue orale, la sole ventrale s'invaginant en un important vestibule tubulaire ou tronconique, renforcé à la base par un cadre chitinoïde carré. Au sommet du vestibule, existe un pseudostome elliptique bordé par un bourrelet. À la base du vestibule, une ouverture cruciforme munie de quatre fortes dents siliceuses, épaisses, arrondies, ne ménagent entre-elles qu'un orifice réduit de forme lobée, limité par un étroit liséré réfringent. La partie inférieure des dents se situe légèrement en retrait par rapport au plan de la sole ventrale. Très rarement, on observe des individus munis de cinq dents et d'un cadre chitinoïde pentagonal mais le pseudostome reste toutefois elliptique. En raison de la région buccale et principalement de la forme elliptique du pseudostome, la thèque présente une symétrie bilatérale qui est cependant masquée par la symétrie axiale de la panse.
Elle présente un revêtement composé d'éléments siliceux remaniés. La thèque a un diamètre moyen de 175 µm. »

## Liste des espèces
Selon IRMNG (6 janvier 2025) : aucune espèce recensée.            
Selon EOL (6 janvier 2025)  et Microworld (6 janvier 2025)
- Lamtopyxis callistoma Bonnet 1974
- Lamtopyxis cassagnaui Bonnet 1974
- Lamtopyxis sarocchii Bonnet 1974
- Lamtopyxis travei Bonnet 1977
- Lamtopyxis trifoliata Bonnet 1974

## Systématique
Le nom valide de ce taxon est Lamtopyxis Bonnet (d), 1974.

## Publication originale
- L. Bonnet, « Les Lamtopyxidae fam. nov. et la structure propylostome chez les Thécamoebiens (Rhizopoda Testacea) », Comptes rendus des Séances de l'Académie des Sciences, Paris, vol. D, no 278,‎ 1974, p. 2935-2937 (ISSN 0567-655X, lire en ligne, consulté le 9 janvier 2025).